# Якоби, Зигфрид (музыкант)
Зигфрид Якоби (нем. Siegfried Jacoby, иногда также Jacobi; 9 октября 1835, Альтона, ныне в составе Гамбурга — 17 августа 1913, Манчестер) — немецкий скрипач и композитор еврейского происхождения. Единокровный брат Мартина Якоби.
Родился в семье Йонаса Морица Якоби (1803—1867, настоящее имя Йонас Мозес Гольдшмидт), предпринимателя, перебравшегося в Гамбург из Данцига. В связи с рано обнаружившейся музыкальной одарённостью его родственник, известный медик Адольф Ганновер оплатил его обучение игре на скрипке сперва в Лейпцигской консерватории (куда Якоби поступил в 1851 году), а затем в Париже. В Лейпциге Якоби выступал как солист и как примариус струнного квартета с участием также Бруно Эмиля Волленгаупта, Густава Адольфа Гертеля и Пауля Лорберга. По окончании учёбы в 1857 г. поступил в оркестр Халле, создаваемый Чарлзом Халле́ в Манчестере, был его первым концертмейстером, затем в 1872—1895 гг. вице-концертмейстер за одним пультом с Людвигом Штраусом, а с 1888 г. с Вилли Хессом.
Автор многочисленных скрипичных пьес для начинающих исполнителей — как оригинальных, так и представляющих собой аранжировки популярных оперных арий и т. п.; современная автору критика охотно рекомендовала их музицирующим дилетантам. Спорадически преподавал частным образом, среди его учеников Эдуард Эгейт.
Был дважды женат, первая жена — Берта, урождённая Икле (фр. Iklé; 1840—1900), сестра братьев Икле, перебравшихся из Гамбурга в Санкт-Галлен и основавших там известное текстильное производство. Отец 11 детей, которым запретил заниматься музыкой, поскольку это слишком тяжёлый способ зарабатывания денег; зато его внук Герберт Якоби (1899—1973) стал музыкальным менеджером, работал в знаменитом парижском кабаре «Бык на крыше», а затем вместе с Максом Гордоном основал в Нью-Йорке известный ночной клуб «Голубой ангел».